# Index Seminum. Gottingen
Index Seminum. Gottingen (abreviado Index Sem. (Gottingen)) es una base de datos con descripciones botánicas  editada por el Neuer Botanischer Garten der Universität Göttingen en Gotinga. 